# 卡尔马拉
卡尔马拉（Karmala），是印度马哈拉施特拉邦Solapur县的一个城镇。总人口21933（2001年）。

## 人口
该地2001年总人口21933人，其中男性11345人，女性10588人；0—6岁人口2987人，其中男1596人，女1391人；识字率71.30%，其中男性为77.76%，女性为64.37%。